# مسجد جامع سرجو
مسجد جامع سرجو مربوط به دوره قاجار - دوره پهلوی اول است و در شهرستان سراوان، بخش مرکزی، روستای سرجو واقع شده و این اثر در تاریخ ۲۲ مرداد ۱۳۸۴ با شمارهٔ ثبت ۱۳۰۷۶ به‌عنوان یکی از آثار ملی ایران به ثبت رسیده است.